# Snowboarding na Zimowych Igrzyskach Olimpijskich 2018 – big air kobiet
Big air kobiet na Zimowych Igrzyskach Olimpijskich 2018 odbył się w dniach 19-22 lutego w Bokwang Phoenix Park w Pjongczangu. Konkurencja ta debiutowała na igrzyskach.
Mistrzynią olimpijską została Austriaczka Anna Gasser, srebro wywalczyła Amerykanka Jamie Anderson, a brąz przypadł Zoi Sadowski-Synnott z Nowej Zelandii.

## Terminarz
| Data      | Konkurencja  | Godzina rozpoczęcia | Godzina rozpoczęcia |
| Data      | Konkurencja  | UTC+09:00           | CET                 |
| --------- | ------------ | ------------------- | ------------------- |
| 19 lutego | Kwalifikacje | 10:00               | 02:00               |
| 22 lutego | Finał        | 09:30               | 01:30               |

## Wyniki

### Kwalifikacje
| Pozycja | Nr | Zawodniczka          | Reprezentacja                | Zjazdy | Zjazdy | Najlepszy | Uwagi |
| Pozycja | Nr | Zawodniczka          | Reprezentacja                | 1      | 2      | Najlepszy | Uwagi |
| ------- | -- | -------------------- | ---------------------------- | ------ | ------ | --------- | ----- |
| 1.      | 1  | Anna Gasser          | Austria                      | 88,25  | 98,00  | 98,00     | Q     |
| 2.      | 12 | Yuka Fujimori        | Japonia                      | 82,00  | 94,25  | 94,25     | Q     |
| 3.      | 13 | Reira Iwabuchi       | Japonia                      | 80,00  | 92,75  | 92,75     | Q     |
| 4.      | 10 | Laurie Blouin        | Kanada                       | 90,25  | 92,25  | 92,25     | Q     |
| 5.      | 8  | Zoi Sadowski-Synnott | Nowa Zelandia                | 72,75  | 92,00  | 92,00     | Q     |
| 6.      | 2  | Jamie Anderson       | Stany Zjednoczone            | 30,25  | 90,00  | 90,00     | Q     |
| 7.      | 7  | Miyabi Onitsuka      | Japonia                      | 81,75  | 86,50  | 86,50     | Q     |
| 8.      | 9  | Sina Candrian        | Szwajcaria                   | 31,75  | 86,00  | 86,00     | Q     |
| 9.      | 4  | Julia Marino         | Stany Zjednoczone            | 83,75  | 85,25  | 85,25     | Q     |
| 10.     | 5  | Silje Norendal       | Norwegia                     | 76,00  | 77,50  | 77,50     | Q     |
| 11.     | 6  | Spencer O’Brien      | Kanada                       | 69,50  | 76,75  | 76,75     | Q     |
| 12.     | 20 | Jessika Jenson       | Stany Zjednoczone            | 76,25  | 39,75  | 76,25     | Q     |
| 13.     | 18 | Jessica Rich         | Australia                    | 73,50  | 74,25  | 74,25     |       |
| 14.     | 11 | Hailey Langland      | Stany Zjednoczone            | 73,00  | 29,00  | 73,00     |       |
| 15.     | 21 | Carla Somaini        | Szwajcaria                   | 70,75  | 24,75  | 70,75     |       |
| 16.     | 3  | Enni Rukajärvi       | Finlandia                    | 68,75  | 49,75  | 68,75     |       |
| 17.     | 15 | Brooke Voigt         | Kanada                       | 67,75  | 32,00  | 67,75     |       |
| 18.     | 22 | Elena Könz           | Szwajcaria                   | 62,00  | 65,75  | 65,75     |       |
| 19.     | 17 | Šárka Pančochová     | Czechy                       | 65,50  | 30,00  | 65,50     |       |
| 20.     | 14 | Cheryl Maas          | Holandia                     | 65,00  | 44,75  | 65,00     |       |
| 21.     | 23 | Sofia Fiodorowa      | Olimpijscy sportowcy z Rosji | 64,00  | 23,25  | 64,00     |       |
| 22.     | 19 | Isabel Derungs       | Szwajcaria                   | 54,00  | 59,25  | 59,25     |       |
| 23.     | 24 | Klaudia Medlová      | Słowacja                     | 30,75  | 50,50  | 50,50     |       |
| 24.     | 25 | Asami Hirono         | Japonia                      | 27,50  | 37,75  | 37,75     |       |
| 25.     | 16 | Aimee Fuller         | Wielka Brytania              | 25,00  | 14,25  | 25,00     |       |
| 26.     | 27 | Kateřina Vojáčková   | Czechy                       | 19,00  | 10,50  | 19,00     |       |

### Finał
| Pozycja | Nr | Zawodniczka          | Reprezentacja     | Zjazdy | Zjazdy | Zjazdy      | Suma   |         |     |       |       |        |
| Pozycja | Nr | Zawodniczka          | Reprezentacja     | 1      | 2      | 3           | Suma   |         |     |       |       |        |
| ------- | -- | -------------------- | ----------------- | ------ | ------ | ----------- | ------ | ------- | --- | ----- | ----- | ------ |
| Pozycja | Nr | Zawodniczka          | Reprezentacja     | 01 !   | 1      | Anna Gasser | Suma   | Austria | JNS | 89,00 | 96,00 | 185,00 |
| 02 !    | 2  | Jamie Anderson       | Stany Zjednoczone | 90,00  | 87,25  | JNS         | 177,25 |         |     |       |       |        |
| 03 !    | 8  | Zoi Sadowski-Synnott | Nowa Zelandia     | 65,50  | 92,00  | JNS         | 157,50 |         |     |       |       |        |
| 4.      | 13 | Reira Iwabuchi       | Japonia           | 79,75  | 67,75  | JNS         | 147,50 |         |     |       |       |        |
| 5.      | 9  | Sina Candrian        | Szwajcaria        | JNS    | 76,25  | 64,00       | 140,25 |         |     |       |       |        |
| 6.      | 5  | Silje Norendal       | Norwegia          | 70,50  | 61,00  | JNS         | 131,50 |         |     |       |       |        |
| 7.      | 12 | Yuka Fujimori        | Japonia           | 82,25  | 40,50  | JNS         | 122,75 |         |     |       |       |        |
| 8.      | 7  | Miyabi Onitsuka      | Japonia           | 78,75  | JNS    | 40,25       | 119,00 |         |     |       |       |        |
| 9.      | 6  | Spencer O’Brien      | Kanada            | 51,25  | JNS    | 62,00       | 113,25 |         |     |       |       |        |
| 10.     | 4  | Julia Marino         | Stany Zjednoczone | JNS    | 74,50  | 18,75       | 93,25  |         |     |       |       |        |
| 11.     | 20 | Jessika Jenson       | Stany Zjednoczone | JNS    | 21,50  | 19,00       | 40,50  |         |     |       |       |        |
| 12.     | 10 | Laurie Blouin        | Kanada            | JNS    | 39,25  | DNS         | 39,25  |         |     |       |       |        |